# Francisco Suárez de Ribera

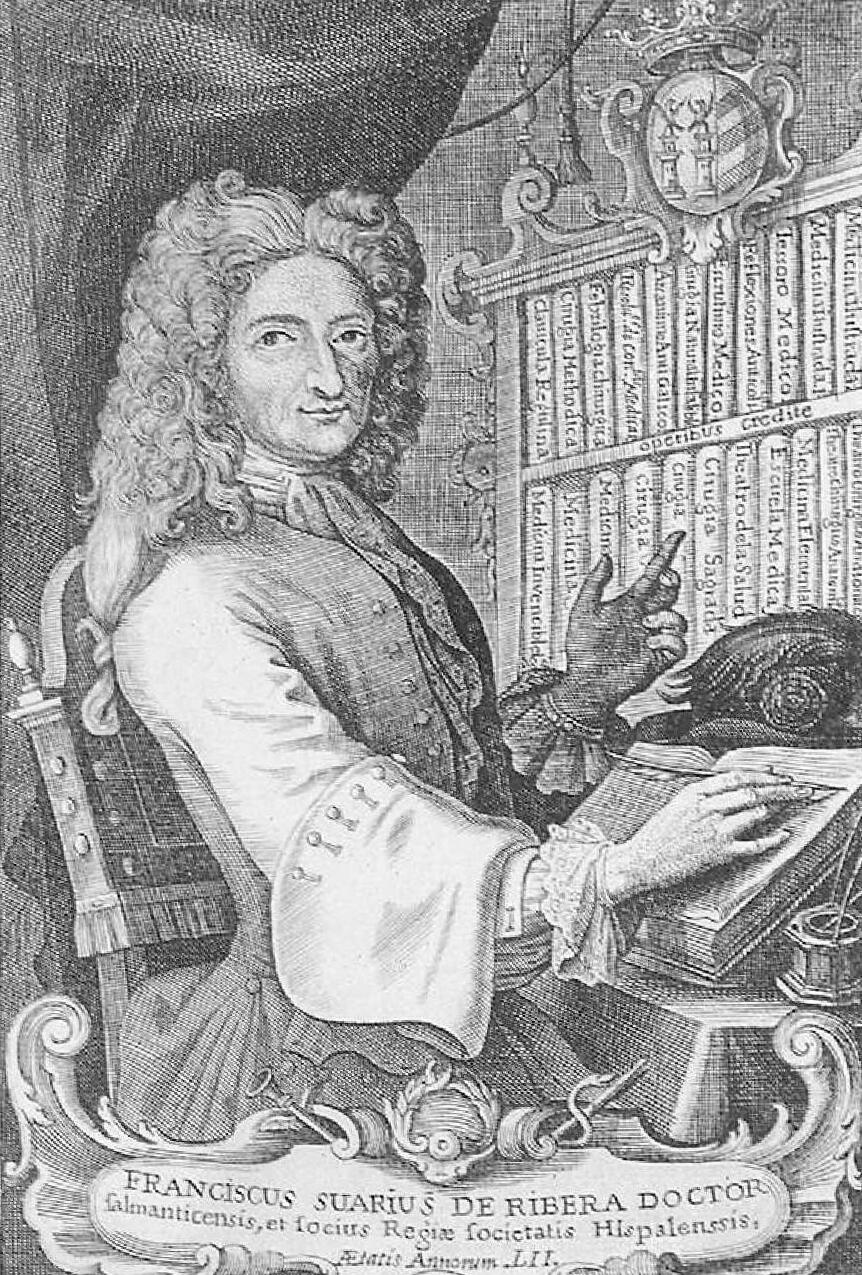
Francisco Suárez de Ribera por Matías de Irala. Ilustración de Quinta Essentia Medica Theorico-Práctica, Madrid, 1732. Biblioteca Nacional de España.

Francisco Suárez de Ribera (Salamanca c. 1686-Madrid, c. 1738) fue un médico español que destacó por sus numerosos escritos publicados sobre medicina.

## Textos sobre temas médicos
Suárez de Ribera fue un prolífico escritor. Redactó variados textos de farmacopea, pediatría, anatomía, cirugía y otros temas relacionados con la medicina. 
Fue autor de una versión de Discórides y de varios libros de recetas médicas, comentando sus propiedades, preparación e indicaciones.
Escribió textos pediátricos, sobre temas de anatomía y cirugía, como Cirugía metódica, en 1722. Fue partidario de la doctrina iatromecánica.

## Obras publicadas

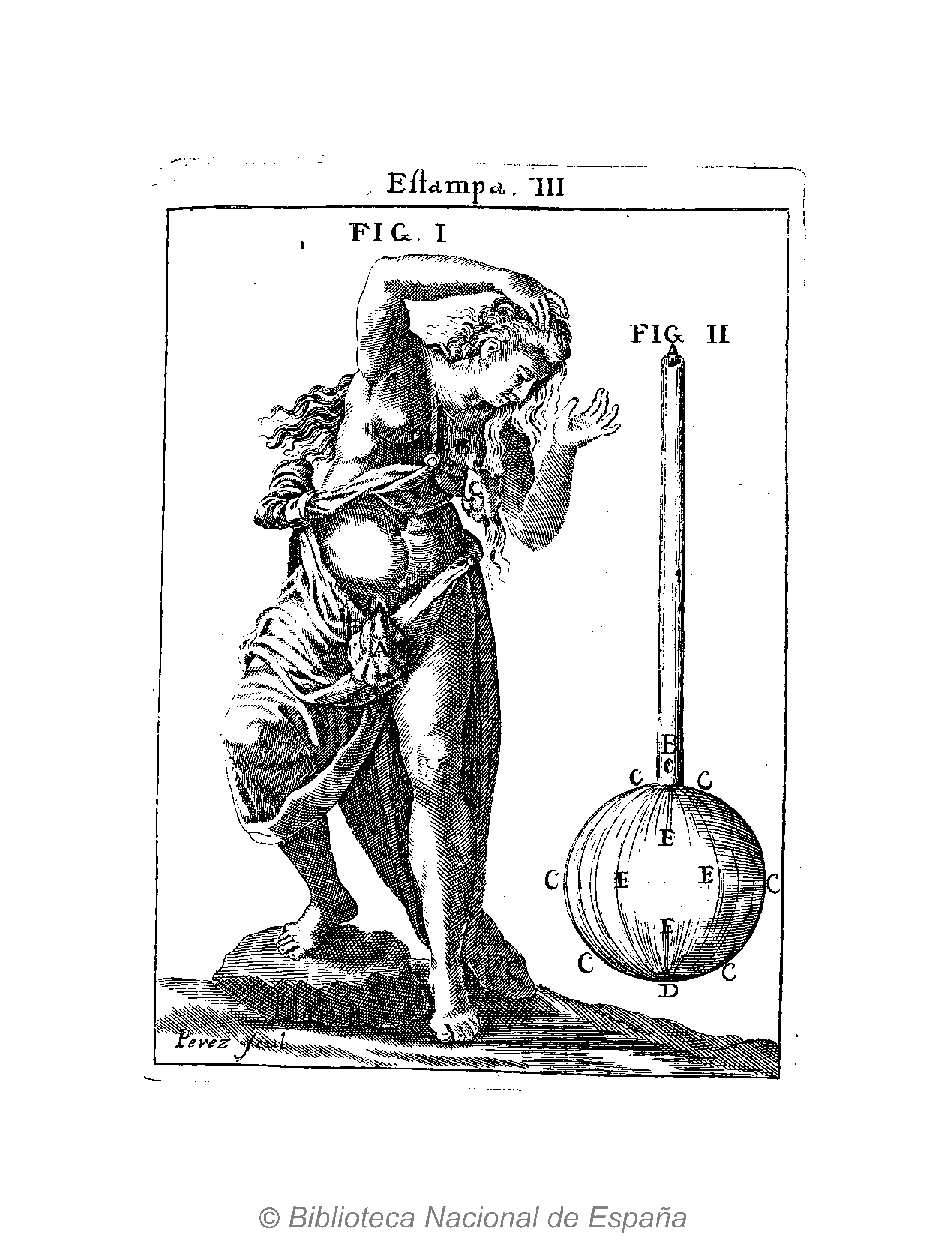
Ilustración y publicación de los diez y siete secretos del Doctor Juan Cuervo Semmedo, 1732.

Entre sus numerosas obras publicadas, se encuentran:
- Clavicula regulina, en 1718
- Febrilogia chyrurgica, 1720
- Cirugía natural infalible, 1721
- Resoluciones de consultas médicas, 1721
- Arcanismo anti galico o Margarita mercurial, 1721
- Cirugía methodica chymica reformada, 1722
- Escrutinio médico o medicina experimentada, 1723
- Reflexiones anticolicas; experimentos médico prácticos, chymico galenicos..., 1723
- Tesoro médico, o Observaciones medicinales reflexionadas, 1724
- Medicina ilustrada, chymica observada, ó theatros pharmacológicos, médico prácticos, chymico galénicos, entre 1724 y 1725
- Teatro de la salud, o Experimentos médicos, 1726
- Medicina cortesana satisfactoria del Doctor Francisco Suárez de Ribera, 1726
- Medicina invencible legal, o Theatro de fiebres intermitentes complicadas, 1726
- Cirugía sagrada; methodo experimental racional que contra la pragmática Apolinea del Doctor Don Antonio Francisco Portichuelo y Zea, 1726
- Templador médico de la furia vulgar en defensa del Doctor Don Martín Martínez, 1726
- Templador veterinario de la furia vulgar, 1727
- Escuela médica convincente triumphante, sceptica dogmatica, hija legitima de la experiencia y razón, 1727
- Desagravio de la medicina, y fuga de las sombras, que en desdoro de tan noble Facultad, y del Doctor D. Francisco Suárez de Ribera, 1727
- Medicina elemental, experimentada y acrisolada en el theatro de la verdad desnuda, 1728
- Theatro chyrurgico anatómico del cuerpo del hombre viviente, objeto de la cirugía y medicina, 1729
- Clave médico chirurgica universal y diccionario médico, chyrurgico, anathomico, mineralogico, entre 1730 y 1731
- Febrilogia chyrurgica, añadida y corregida, 1731
- Restauración de la medicina antigua sobres sus mayores remedios, 1731
- Arcanismo anti galico o Margarita mercurial, 1731
- Quinta essentia médica theorico practica, 1732
- Ilustración, y publicación de los diecisiete secretos del Doctor Juan Cuervo Semmedo, 1732
- Remedios de deplorados, probados en la piedra lydio de la experiencia, entre 1732 y 1733
- Pedacio Dioscorides anazarbeo, annotado por el doctor Andrés Laguna ... nuevamente ilustrado, y añadido, demostrando las figuras de plantas y animales ...,  1733
- Secretos médicos extraordinarios, descubiertos en la escuela de la experiencia, 1733
- Maravillosos inventos phisico médicos de naturaleza, y arte, 1734
- Secretos chyrurgicos extraordinarios descubiertos en la escuela de la experincia, 1734
- Observaciones de curvo compendiadas e ilustradas con admirables arcanos medicinales, 1735
- Amenidades de la magia chyrurgica, y médica natural, 1736
- Manifestación de cien secretos del Doctor Juan Curvo Semmedo experimentados, é ilustrados por el doctor Rivera, hacia 1736
- Colectanea de selectissimos secretos médicos, y chyrurgicos, 1737
- Clave botanica o Medicina botánica, nueva y novíssima, 1738
- Academia chyrurgica racional de irracionales, 1739
- Breviario médico, y chyrurgico, de nuevos, y raros secretos, entre 1739 y 1740
- Anatomía chymica inviolable y memorable, 1743
- La más antigua medicina universal, conservativa y restaurativa de la salud humana, 1748